# Joel Lowry
Joel Lowry, född 15 november 1991 i Calgary, Alberta, är en kanadensisk professionell ishockeyspelare som spelar för Springfield Thunderbirds i American Hockey League.
Han är äldre bror till den NHL-meriterade ishockeyspelaren Adam Lowry.